# Cinematografia românească
Filmul românesc cunoaște o istorie de peste un secol. Deși aducerea în România a tehnologiilor necesare filmului s-a făcut cu doar puțin timp după darea în folosință a primelor aparaturi performante (începând cu cele ale fraților Lumière), filmul românesc de artă a debutat la începutul deceniului doi al secolului XX.

## Primele proiecții pe peliculă din România
Primele proiecții pe peliculă din România, sunt străine. În anii de început, principalele aparate ce și-au disputat întâietatea în domeniul prezentării „imaginilor mișcătoare” sunt: Kinetoscopul lui Thomas Alva Edison (american), Cinématographul fraților Auguste și Louis Lumière (francez) și Animatographul lui Robert William Paul (englez).  
Cel care se va impune, ca cea mai bună soluție tehnică, datorită simplității constructive, lipsei de vibrații ale imaginii și a faptului că putea fi folosit și la înregistrarea cât și la redarea de imagini, va fi Cinématographul fraților Auguste și Louis Lumière.  

## 1895 - Prima prezentare din România cu Kinetoscopul lui Edison, atestată documentar
Pe data de 3 iunie 1895, ziarul Lupta, nr. 2588, an XII, consemnează într-o rubrică de știri că „D. T. Economy dă astă-zi la orele 10 a. m. o ședință de experiențe, specială pentru presă, cu nouile aparate ale lui Edison, Kinetoscopul și Kinetophonul, într̕ o sală a Hotelului Bristol, după Bulevardul Academiei (vis-a-vis de Universitatea București, într-o clădire ce există și astăzi n.n.)”. Deci, la hotelul Bristol (hotelul Bristol era nou inaugurat pe data de 20 mai 1895 și avea facilități de ultimă oră, pentru acea perioadă „confortul cel mai modern precum telefon, ascensor, băi în hotel, comisionari, omnibusuri, echipagiuri și în curând lumină electrică; tramvaiul electric circulă în fața hotelului”, spune ziarul tot ziarul Lupta din 14 mai 1895, nr. 2583, an 12) de pe strada Academiei se făcea o proiecție de imagini în mișcare cu kinetoscopul, însoțită de o sonorizare realizată cu kinetofonul (dispozitiv de redare a sunetului, prin înregistrare pe un cilindru de staniol), ambele fiind invențiile lui Edison. Pentru filmarea imaginilor pe peliculă, Edison folosea un aparat numit kinetograf (kinetograph) iar ulterior, pentru redarea acestora, se folosea kinetoscopul. Reprezentația aceasta era special organizată pentru presă. În ceea ce privește semnificația „D.T. Economy”, dacă nu este vorba de o firmă ce asigura prezentarea, putem presupune până la lămurirea problemei, că este vorba de o greșeală de tipar cum se mai întâlnesc în ziarele vremii și ar fi vorba de „D. T. Economu”, adică „Domnul T. Economu”.  

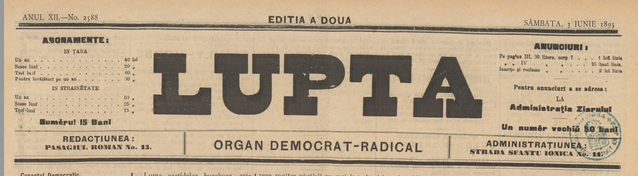
Ziarul Lupta, București, 3 iunie 1895

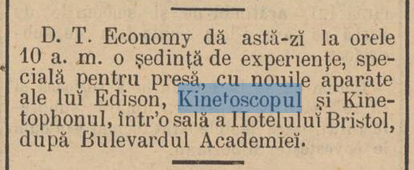
Ziarul Lupta, București, 3 iunie 1895

## 1896 - Primele personalități române în proiecții cinematografice
În ziua de 26 mai 1896, la Moscova, a fost încoronat țarul Nicolae al II-lea al Rusiei. Evenimentul a fost captat pe pelicula cinematografică de către operatorii francezi Charles Moisson și Francisque Doublier, care au filmat la Kremlin acest eveniment istoric.
Filmarea s-a făcut de la distanță iar fețele participanților pot fi identificate numai la analiza cu dispozitive speciale de mărit imagini. La acest important eveniment au participat și reprezentanții Casei Regale a României, Principele Ferdinand și Principesa Maria, verișoară primară a țarul Nicolae al II-lea al Rusiei. Astfel, Ferdinand, viitorul Rege al României și Maria, viitoarea Regină a României, vor fi primele personalități românești imortalizate pe pelicula cinematografică.  
Evenimentul va fi rememorat de Regina Maria, ca urmare a revederii filmului în Franța, un sfert de secol mai târziu, în jurnalul său: „ni s-a prezentat un film cu scene din viața Romanovilor și, mai ales cu încoronare lui Nicky. Nu știam că exista cinematografie în vremea aceea, oricum, era la începuturi - însă ei erau acolo, pe ecran, cu toții! Trecând pe lângă noi ca niște fantome ale unei perioade care nu mai există. Îngrozitor! [...] O extraordinară emoție ne-a făcut pe toți să plângem. A fost nespus de impresionant să-i văd pe țar, pe țarină, toată familia imperială defilând prin fața ochilor mei. Și eu, cu Ducky (sora Reginei Maria), eram în film, coborând scările Kremlinului în marea procesiune, era însă atât de multă lume, încât nu era chip să se distingă toate figurile”.

## 1896 - Primele proiecții cinematografice în Romania, cu aparatele Cinématograph și Animatograph, atestate documentar
Istoria cinematografiei în România a fost strâns legată, în primele decenii ale apariției sale, de cinematografia franceză. Afinitatea românilor pentru cultura franceză și legăturile strânse cu Franța au contribuit, în mod de necontestat, la aceasta.  
Prezența cinematograful francez a fost prima oară atestată documentar, în România, în luna mai a anului 1896. O echipă de operatori francezi ai firmei Lumière a realizat primele proiecții în București, cu aparatul Cinématograph. 

La 27 mai 1896 a avut loc prima proiecție cinematografică din România, la cinci luni după prima proiecție publică de la Paris. Edwin Schurmann, impresarul Adelinei Pati și al Eleonorei Duse, a adus la București o echipă a companiei Lumière, cu operatorii Louis Janin, Charles Delattre, frații Bonheur. Aceste prime proiecții au fost făcute la sediul ziarului de limbă franceză L'Indépendance Roumaine, care se tipărea la București, precum și la teatrul Hugo. Se proiectau „vederi”, „fotografii vii”, „fotografie animată”, precum: „Un dineu”, „Lecția de biciclete”, „Grădina Botanică”, „Dejun pe iarbă”, „Piața Operei din Paris”, „Pe lac”, „Serbarea rusească”, „Intrarea țarului în Kremlin”, „Ieșirea lucrătorilor din uzina Lumière”, „Tâmplarul la lucru”, „Plecarea în trăsură”, „O gondolă în Veneția”, „La băi la mare”, „Un bufet” și „Sosirea unui tren în gara Ciotat”, proiecții ce aveau mare succes.

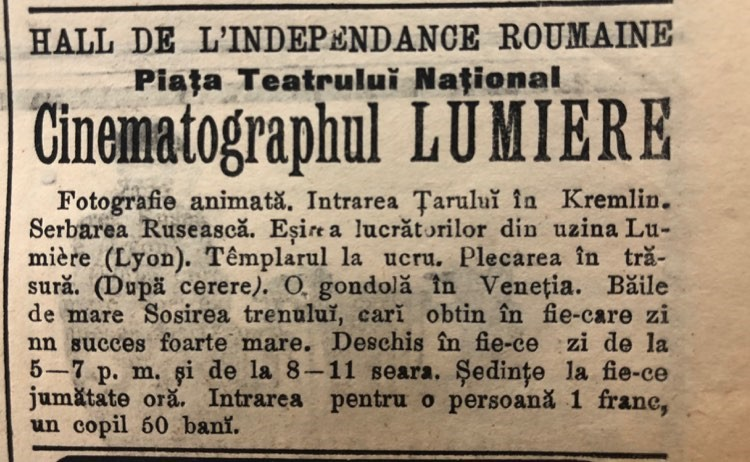
Cinematograph Lumière

Pe data de miercuri, 29 mai, tot în sala ziarului L'Indépendance Roumaine, avea loc o „reprezentațiune” cinematografică, „specialmente organizată” pentru presă, fapt consemnat la rubrica „Cronica”, de ziarul Adevărul de joi, 30 mai 1896.

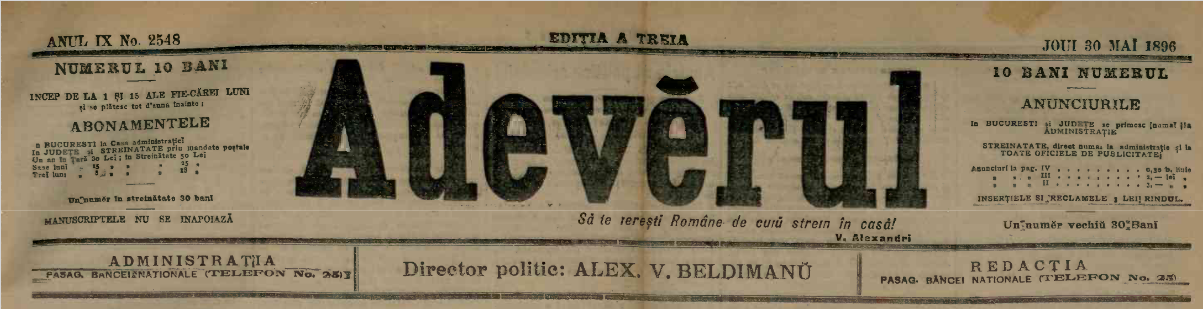
cinematograf - ziarul Adevărul, București, joi 30 mai, 1896.

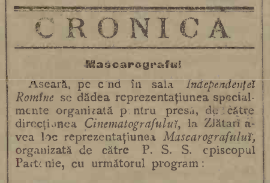
cinematograf - ziarul Adevărul,  București, rubrica „Cronica”, joi, 30 mai, 1896.

Ulterior, din anumite motive, unele proiecții cinematografice s-au ținut o perioadă și la teatrul Hugo, la prețul de „intrarea generală 1 leu, copii 50 de bani” sau „intrarea pentru o persoană 1 franc, un copil 50 bani”. Proiecțiile aveau loc în fiecare zi a săptămânii ( „în toate zilele”). Se proiectau: „Jocul de minge, „Tâmplarul la lucru”, „Copiii la dejun”, „Defilarea șefilor coreeni”, „Trăsura de gală a țarinei”, „Țarul și țarina ducându-se la biserică, cu toată suita, la încoronare”,  „Băi de mare”. (Adevărul, an. IX, 1896, nr. 2580).  

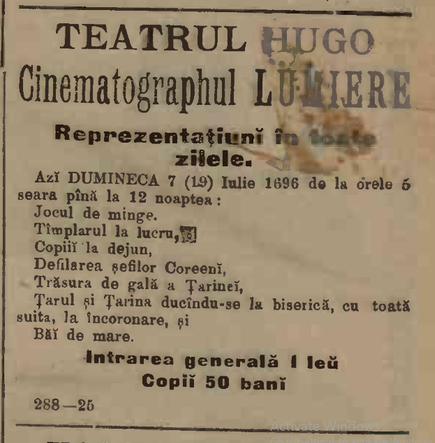
teatrul Hugo, București, 1896.

În lunile mai, iunie, septembrie, spectacolele sunt atestate la sediul ziarului L'Indépendance Roumaine iar în iulie la teatrul Hugo. Ziarul Voința Națională, București, an XIII, nr. 3454, miercuri 19 iunie 1896 notează aceasta la rubrica „Cronica spectacolelor”. Proiecțiile au loc zilnic, cu aparatul „Cinématograph”, prezentat ca „marele succes european”, la prețul de „intrare 2 lei, copiii plătesc pe jumătate”.  
Evenimentul prilejuit de prima proiecție cinematografică era menționat în principalele ziare din București. În ziarul L'Indépendance Roumaine apar o serie de cronici favorabile sub semnătura lui Claymoor, pseudonimul literar al lui Mihail (Mișu) Ion Văcărescu, la rubrica Carnet du high-life. Claymoor (Mihail Ion Văcărescu) devine primul cronicar de film din România.   
Proiecțiile cu aparatul Lumière nu vor fi, însă, singurele proiecții cinematografice. Și aparatele de proiecție ale altor pionieri ai noii descoperiri tehnice a imaginilor mișcătoare vor fi folosite pentru a efectua proiecții de prezentare. 
Astfel, în ziarul Constanța din ziua de duminică 21 iulie 1896 (din Constanța), la nici două luni după prima proiecție cinematografică de la București, apare anunțul prin care domnul S. Petrescu prezenta o mare invențiune americană, „Super Sineanimatograph” (în fapt, „Super Cineanimatograph”), având reprezentații cu durata de o oră, în fiecare seară de la orele 8-9 p.m., 9-10 p.m. și 11-12 p.m. Aparatul este numit invenție americană pentru că, în acei ani, prezentarea de imagini în mișcare era mai mult cunoscută ca fiind invenția americanului Thomas Alva Edison, cu al său kinetoscop, aparat din care a derivat și animatograful. „Kinematograf sau Kinetoscop, aparat construit de Edison, cu ajutorul căruia se trece repede pe dinaintea privitorului o serie de fotografii, luate iute, una dupa alta (15 pe secundă), de pe un corp ce se mișcă; prin aceasta se produce ilusiunea mișcării reale a corpului”.
Nu există în anunț alte informații despre acest aparat. Este posibil să fie vorba despre proiectorul cinematografic numit „Animatograph”, al lui Robert William Paul, pionier britanic în industria filmului, creator de aparate cinematografice și tehnici de film. Acest proiector era copiat și îmbunătățit din kinetoscopul Edison, de către R. W. Paul. Numit inițial „Teatrograph” iar apoi redenumit „Animatograph” din 1896, s-a exportat și s-a vândut în lumea întreagă. Cu animatograful, s-au efectuat proiecții în anul 1896, la Londra, Madrid, Lisabona.    
În ceea ce-l privește pe misteriosul domn S. Petrescu, ca ipoteză de lucru presupun că acesta ar putea fi dobrogeanul Simion Petrescu, gimnast, fost elev al lui Gheorghe Moceanu, mai târziu om de presă, politician, primar al Mangaliei și personaj pitoresc, descris în scrierile sale cu privire la România de însuși Lev Troțki. Simion Petrescu a participat la turnee mondiale ca gimnast, ajungând la Paris, Londra, Copenhaga, Chicago, New York, Roma, în America, Africa, India și este posibil să fi procurat un astfel de aparat cinematografic sau să fi asigurat prezentarea pentru un agent străin de vânzări a unor astfel de aparate.    
Este importantă constatarea că fenomenul de debut al proiecțiilor cinematografice în România a avut loc și în alte orașe din țară, fiind utilizate cele două aparate (Cinématograph și Animatograph), așa cum arată sursele istorice. De menționat că în Europa, la aceea dată, exista o competiție acerbă pentru prezentare a aparatelor cinematografice de către producători, cursa fiind între aparatul fraților francezi Lumière și cel al britanicului Robert William Paul. În final, cei ce au câștigat întâietatea și titlul de inventatori ai cinematografului, au fost frații Lumière.  

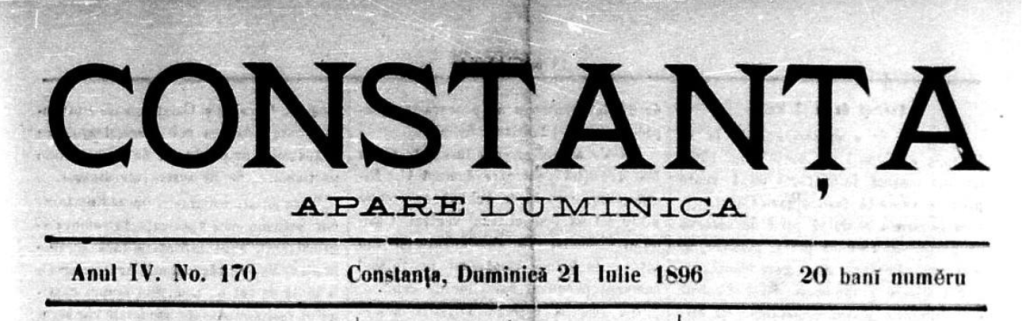
animatograf - ziarul Constanța, Constanța, duminică 21 iulie, 1896.

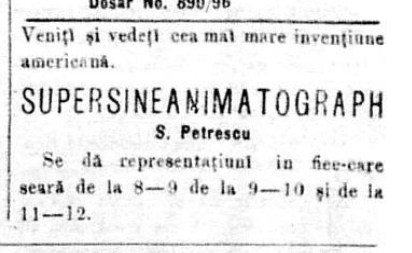
animatograf - ziarul Constanța, Constanța, duminică 21 iulie,1896.

În literatura de specialitate din Serbia, se menționează o echipa cinematografică trimisă în zona balcanică, la Belgrad, care ar fi plecat apoi la București. Aceasta sosise în luna mai 1896 la Belgrad, unde a realizat o prima proiecție în prezența jurnaliștilor pe 5 iunie, iar pe data de 6 iunie începe seria proiecțiilor pentru public și pleacă de aici către București, la data de 18/30 iunie 1896.  Echipa era formată din operatorul firmei Lumière, André Carré și mecanicul Jules Guérin. Activitatea acestora nu poate fi, deocamdată confirmată și evidențiată documentar în România.
În anul 1896, proiecțiile cinematografice sunt atestate documentar în perioada 27 mai - septembrie, în periodicele timpului (ziare), la București și Constanța. 
1910 - În revista Natura (vol. VI, octombrie 1910 - iulie 1911, Tipografia Gutenberg Joseph Göbl, București, 1912, p. 49-52.), G. Țițeica și G. G. Longinescu scriau: „Adevărata problemă a cinematografului, așa cum o rezolvă în anul 1895 d-nii Auguste și Lumière, constă în proiectarea probelor pozitive ale fotografiilor succesive ale unei scene animate, așa că imaginile să se succeadă în același fel și la intervale egale, cu acelea în care s-au imprimat. Numai cu această condițiune imaginile reproducându-se vor putea da impresiunea mișcărei continue. Reconstituirea mișcării fotografiate este caracteristica problemei cinematografului. Edison, a fost cel dintâiu care a încercat să reconstituie mișcarea cu aparatele numite kinetoscoape, în care observatorul invârtind de o manivelă aduce imaginile una după alta așa ca să apară scena în mișcare. Reconstituirea mișcărei cu aceste aparate este cu totul imperfectă căci trebue să se perindeze prin fața ochilor într'o secundă cel puțin 30 de imagini succesive ca să avem impresiunea mișcărei continue. D-nii Auguste și Lumière reușesc printr'un aparat pe care îl voi descrie imediat, să proiecteze scene fotografiate la intervale suficient de mici, așa ca impresiunea mișcărei continue să fie deplină, și proiectând pot să arate unei adunări de spectatori mișcarea fotografiată și reprodusă, lucru care de asemenea lipsea „Kinetoscopului”, care nu putea arăta decât unui singur spectator mișcarea imperfect reprodusă. Numai în 15 ani, progresul cinematografului a devenit uimitor”.    
Mențiuni:  
1. Cinematograf Lumière - Hall de  L'Indépendance Roumaine în ziarele Adevărul din 30 mai, 14, 22, 23 august, 17 septembrie 1896, în Voința Națională din 4, 7 iunie 1896 și Teatrul Hugo în ziarul Adevărul din 2, 12, 13, 14, 16 iulie 1896.
2. Animatograf - ziarul Constanța din 21 iulie 1896.

## 1897 – Prima filmare din România, atestată documentar - Paul Menu
La 8 iunie 1897, considerată astăzi data de naștere a cinematografiei românești, are loc premiera primelor imagini filmate în România, filmări realizate de către Paul Menu. Acesta era un tânăr dintr-o familie franceză rezidentă la București, care avea un magazin de optică pe Calea Victoriei. La cererea ziarului L'indépendance roumaine s-a ocupat de proiecțiile de la sediul ziarului și a realizat primele filmări cu subiecte românești. Filmele sale se află în catalogul Lumière. A trăit mulți ani la București, iar apoi s-a întors în Franța. În anul 1970, la vârsta de 93 de ani, primea în Franța vizita reporterilor români. Interviul său a fost filmat și a oferit informații prețioase despre începuturile cinematografiei în România. Între 10 mai și 20 iunie 1897, a realizat 17 filmări, de câte un minut, developate la compania Lumière din Lyon, readuse și proiectate la București. Multe dintre acestea, au fost considerate pierdute dar, în anul 1995 au fost descoperite în Franța, la Cinemateca pariziană și redate istoriei cinematografiei românești.
1. „Defilare de 10 mai”
2. „M. S. Regele călare ocupând locul pe bulevard pentru a prezida defilarea”
3. „M. S. Regina în trăsură și M. S. Regele călare revenind la palat escortați de statul major regal și de atașații militari străini”
4. „Târgul Moșilor” (I)
5. „Târgul Moșilor” (II)
6. „Cântarul la hipodromul Băneasa”
7. „Tribunele la cursele de la Băneasa”
8. „Terasa cafenelei Capșa”
9. „La șosea” (I)
10. „La șosea” (II)
11. „Bufetul de la șosea”
12. „Bastimentele flotiliei de pe Dunăre”
13. „Exercițiile marinarilor flotiliei de pe Dunăre”
14. „Inundațiile de la Galați” (I)
15. „Inundațiile de la Galați” (II)
16. „Inundațiile de la Galați” (III)
17. „Inundațiile de la Galați” (IV).

Paul Menu avea să vândă aparatul de proiecție cinematografică, acesta fiind achiziționat de profesorul doctor neurolog Gheorghe Marinescu, în anul 1898.

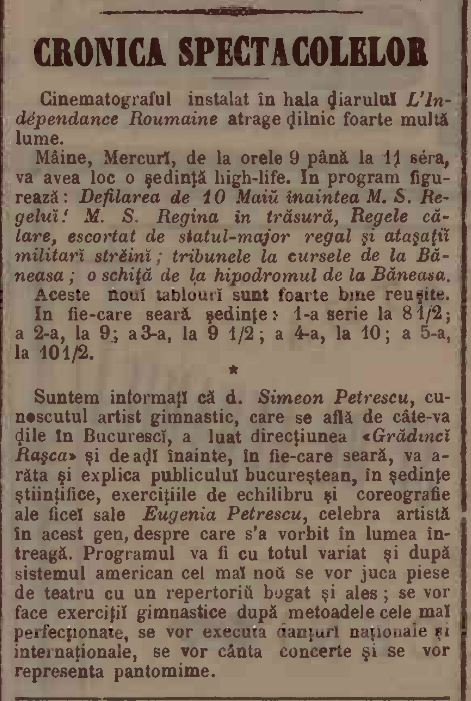
ziarul Voința Națională, București, miercuri 11 iunie, 1897. (2)

În ziarul Voința Națională, an XIV, nr. 3733, miercuri 11/23 iunie 1897, la rubrica „Cronica spectacolelor” se anunță patru proiecții, prezentate în 5 ședințe zilnice în fiecare seară, numite „tablouri foarte bine reușite”: „Defilarea de 10 Mai înaintea M. S. Regelui”; „M. S. Regina în trăsură, Regele călare, escortat de statul-major regal și atașații militari străini”; „tribunele la cursele de la Băneasa”; „o schiță de la hipodromul de la Băneasa”.
O altă mențiune a unei proiecții cinematografice în anul 1897, este pentru data de 25 februarie 1897, când Giorgi Kuzmić a realizat o proiecție de film la București, notează Marian Țuțui în „Istoria filmului în Balcani: pionieri comuni și multe asemănări”, peste două zile, pe 27 februarie 1897, acesta făcând la Ruse, prima proiecție de film din Bulgaria.

## Filmul românesc până în 1948
Prin forța împrejurărilor, producția de film românească a fost îngreunată mult timp din cauze financiare sau politice. În prima perioadă (1911 - 1948), producția se dovedește a fi fost principalul dezavantaj în cele mai multe proiecte cinematografice românești. Industria de film a începuturilor a strâns un număr mic de pelicule finalizate fără multe compromisuri. În lipsa canalizării pe o producție de film autohton bazată pe mijloace proprii, colaborarea cu investitori străini a fost adesea păguboasă.
Totuși, între filmele realizate în acea perioadă se înscriu câteva titluri importante, unele fiind chiar apreciate ca situându-se între cele mai semnificative producții mondiale din primele decenii de cinematografie.

### Repere
- CON – film inclus în selecția „O enciclopedie cinematografică în 100 (+1) de filme” (1984), întocmită de șapte critici români pentru almanahul „Contemporanul”. Sunt vizate filmele de lung-metraj produse în intervalul 1903-1982.
- TOP - film ce figurează în clasamentul „Top 10. Cele mai bune filme românești” (2008), alcătuit de 40 de critici membri ai Asociației Criticilor de Film (România). Au fost luate în considerare lung-metraje românești produse între anii 1912 și 2007.

- Independența României (Aristide Demetriade-Grigore Brezeanu, 1912) CON
- O noapte furtunoasă (Jean Georgescu, 1943) CON

## Filmul românesc după 1948
La finele anilor patruzeci, a apărut un nou obstacol pentru creatorii români: implicarea politicii în toate artele și obligația de a ataca numai subiecte favorabile regimului comunist. La 2 noiembrie 1948 a fost semnat un decret care anunța naționalizarea industriei cinematografice din România. În această perioadă se pun bazele industriei de film, prin formarea unor instituții menite să coordoneze, producă sau promoveze filmele românești. În 1950 se înființează Institutul de Artă Cinematografică „I. L. Caragiale”. Un an mai târziu ia naștere Studioul de film documentar Sahia și se începe construcția Studiourilor Buftea. ale căror dotări moderne au oferit posibilitatea producției autohtone să intre în competiție cu studiourile europene de talie medie.
Între 1948 și 1953 cinemaul românesc se inspiră din cel sovietic, adaptând noțiunea de realism socialist. Această perioadă este o fază incipientă din mai multe motive. În lipsa unei școli de film și a unor structuri de producție până la perioada respectivă, filmele de la începutul anilor '50 sunt stângace din punct de vedere al construcției narative- personajele sunt schematice și acțiunea filmului devine uneori greu de urmărit. Scenariile sunt adesea rescrise în timpul filmărilor, din considerări ideologice și politice (ex: Răsună Valea). Din punct de vedere stilistic, filmele suferă lipsuri cauzate de constrângeri tehnice sau economice. 
Producțiile realizate înainte de revoluția din decembrie 1989 s-au remarcat totuși prin viziuni, când în conformitate cu cerințele regimului, când atacuri subtile la adresa situației politice din țară (de pildă, alegorii politice), când evadarea în fantezie și în „Artă pentru artă”.

### Repere (1948-1989)
- La Moara cu noroc (Victor Iliu, 1957) CON, TOP
- Pădurea spânzuraților (Liviu Ciulei, 1964) CON, TOP
- Duminică la ora 6 (Lucian Pintilie, 1965) CON
- Reconstituirea (Lucian Pintilie, 1969) TOP
- Nunta de piatră (Mircea Veroiu-Dan Pița, 1973) TOP
- Proba de microfon (Mircea Daneliuc, 1979) TOP
- Croaziera (Mircea Daneliuc, 1981) TOP
- Secvențe (Alexandru Tatos, 1982) TOP
- Glissando (Mircea Daneliuc, 1985) TOP

Din 1990, reacțiile cineaștilor români au fost diferite. Generația care a făcut film în perioada anilor 1960-1980 a propus subiecte dure, fie distopii cu o Românie viitoare fără speranțe, fie prezentarea cu franchețe (uneori, brutalitate) a realităților de dinainte de revoluție sau din anii respectivi, publicul fiind încă avid de a cunoaște adevărul despre regimul comunist. Subiectele privind istoria României ultimilor 50 de ani nu au contenit să fie aduse în prim-plan, până în zilele noastre. Se manifestă un nou val cinematografic în România, unde subiectele cu tentă social-politică alternează cu exerciții de film (comercial sau de artă) în stil occidental sau american, cu problematici specifice lumii contemporane.

### Repere (după 1990)
- Moartea domnului Lăzărescu (Cristi Puiu, 2005) TOP
- A fost sau n-a fost? (Corneliu Porumboiu, 2006) TOP
- 4 luni, 3 săptămâni și 2 zile (Cristian Mungiu, 2007) TOP

## Filmul românesc de animație

### Repere
- Haplea (Marin Iorda, 1928)
- Scurtă istorie (Ion Popescu Gopo, 1957)

## Audiența
În perioada 2008-2015, numărul de bilete vândute de cinematografe a crescut de la două la zece milioane pe an.